# Сульфат уранила-дикалия
Сульфат уранила-дикалия — неорганическое соединение,
комплексный сульфат калия и уранила с формулой K2(UO2)(SO4)2,
растворяется в воде,
образует кристаллогидрат — жёлто-зелёные кристаллы.

## Физические свойства
Сульфат уранила-дикалия образует
кристаллогидрат состава K2(UO2)(SO4)2•2H2O,
жёлто-зелёные кристаллы
ромбической сингонии,
пространственная группа C mca,
параметры ячейки a = 1,2171 нм, b = 1,6689 нм, c = 1,09972 нм, Z = 8.
(есть данные о решетке с пространственной группой P nma, параметры ячейки a = 1,3806 нм, b = 1,1577 нм, c = 0,7292 нм).
Хорошо растворяется в воде.
Люминесцирует при освещении солнечным светом.

## Применение
- Именно эту соль использовал в 1896 году французский физик Антуан Анри Беккерель в своих опытах, в результате которых было открыто явление радиоактивности.